# Etihad Rail
Etihad Rail (араб. الاتحاد للقطارات) — національна мережа залізниць Об'єднаних Арабських Еміратів . Компанія була заснована у червні 2009 року згідно з Федеральним законом № 2 для управління розвитком, будівництвом та експлуатацією національної вантажної та пасажирської залізничної мережі Об'єднаних Арабських Еміратів. Etihad Rail має на меті з'єднати основні центри промисловості та населені пункти ОАЕ, а також з'єднати ці центри з іншими залізницями шляхом участі у Раді співробітництва Перської затоки.
Etihad Rail розвивається відповідно до Економічного бачення Абу-Дабі до 2030 року та Бачення ОАЕ до 2021 року, що, у свою чергу, сприяє диверсифікації економіки через стратегічні ініціативи, спрямовані на посилення соціально-економічного зростання та диверсифікації ОАЕ. 
Комерційна експлуатація першої черги розпочалася в січні 2016 року вчасно та в рамках бюджету. Оператором першої черги є Etihad Rail DB, спільне підприємство Etihad Rail і Deutsche Bahn, засноване в 2013 році. 
З моменту підписання фінансових угод для другої черги Etihad Rail завершила розробку маршрутів і зарезервувала коридори та землі, підписавши угоди з відповідними органами влади в Еміратах, присудила всі пакети другої черги та розпочала будівельні роботи на нових ділянках. 

## Історія
У 2004 році шість країн Ради співробітництва Перської затоки замовили техніко-економічне обґрунтування залізничної мережі, яка б охопила увесь регіон. Etihad Rail було засновано в червні 2009 року після прийняття федерального закону № 2.

### Перша черга
Має довжину 264 км та з'єднує газові поля розташовані всередині країни Шах і Хабшані та порт в місті Рувайсі, здійснює перевезення з січня 2016 року.

### Друга черга
Будівництво 605 кілометрової другої черги, яка проходитиме від Гувейфата, на кордоні з Саудівською Аравією, до Фуджейри, на східному узбережжі ОАЕ, розпочалося у 2020 році Перша колія другої черги була закладена на початку 2021 року

## Мережа

### Огляд
Після завершення будівництва мережа матиме довжину 1200 км, сполучатиме всі сім еміратів та з'єднуватиме ОАЕ з Саудівською Аравією через Гувейфат на заході та простягатиметься до Фуджейри на східному узбережжі. Мережа буде використовувати дизельну тягу з можливістю електрифікації в майбутньому.
Вантажні потяги Etihad Rail розвиватимуть швидкість до 120 км/год (75 миля/год),  а пасажирські поїзди до 200 км/год (120 миля/год) .
Мережа використовує стандартну ширину колї, має двоколійні перегони, спроектована для змішаного типу трафіку, використовує європейську систему сигналізації (ETCS рівень 2), має обмеження навантаження на вісь для важких перевезень 32,5 тонни, а габарит дозволяє перевезення залізницею подвійних контейнерів.

### Перша черга: Шах— Хабшан— Рувайс (діюча)
Etihad Rail запустив першу чергу мережі в січні 2016 року, її було завершено за графіком і в межах бюджету. Маршрут простягається на 264 км (164 миля), використовується для транспортування гранульованої сірки з джерел у Шах і Хабшані до пункту обробки та експорту в Рувайсі . Зараз він має пропускну здатність для транспортування 22 000 тонн гранульованої сірки щодня.
Оператором першої черги є Etihad Rail DB, спільне підприємство Etihad Rail і Deutsche Bahn, найбільшого в Європі залізничного оператора, заснованого в 2013 році.  Etihad Rail DB відповідає за експлуатацію та технічне обслуговування першої черги залізничної мережі для основного клієнта Etihad Rail, Національної нафтової компанії Абу-Дабі . 
На залізниці використовуються сім найсучасніших локомотивів американської компанії Electro-Motive Diesel, обладнаних європейською системою сигналізації ETCS рівня 2.  Довжина поїзда сягає 110 вагонів, локомотиви повністю оснащені розширеними функціями безпеки, включаючи гальма ECPB і захист від сходу з рейок.

### Друга черга: Гувейфат— Фуджейра (діюча)
Друга черга відкрилася 28 лютого 2023 року. Протяжність складє 605 кілометрів (376 миля) від Гувайфата на кордоні з Саудівською Аравією до Фуджейри на східному узбережжі.